# Marijke (voornaam)
Marijke is een meisjesnaam in het Nederlands en is een verkleinvorm van Maria.

## Bekende naamdraagsters
- Prinses Marijke (Prinses Christina van Oranje-Nassau), de vierde dochter van koningin Juliana
- Marijke Augusteijn-Esser, politica, voormalig lid van de Tweede Kamer namens D66 en tevens voorzitter van de parlementaire enquête-commissie voor de Bijlmerramp
- Marijke Bakker, actrice, vooral bekend van de rol van Mamaloe in de serie Pipo de clown
- Marijke Helwegen, tv-persoonlijkheid, bekend van het ondergaan van plastische chirurgie
- Marijke van Lente-Huiskamp (tot 2001 Marijke Essers-Huiskamp), Nederlands politica, voormalig lid van de Tweede Kamer namens de VVD
- Marijke Merckens, actrice en zangeres
- Marijke Veugelers, actrice
- Marijke Vos (politicus), Nederlands politica , voormalig lid van de Eerste en Tweede Kamer namens GroenLinks en tevens voorzitter van de parlementaire enquête-commissie voor de bouwfraude
- Marijke Vos, de schrijfster Marijke Vos

## Naam in het buitenland
Ook in Duitsland kennen ze de naam Marijke, daar geschreven met een korte ei: Mareike.